# Raspberry Pi
Il Raspberry Pi (pronunciato comunemente [ˈræzˌbɛɹi paɪ]) è un computer a scheda singola (SBC) sviluppato nel Regno Unito dalla Raspberry Pi Foundation in associazione con Broadcom. La presentazione al pubblico è avvenuta il 29 febbraio 2012.
La scheda è stata progettata per ospitare sistemi operativi basati sul kernel Linux o RISC OS. È assemblata in Galles, nel Sony UK Technology Centre. È stato concepito un sistema operativo appositamente dedicato, chiamato Raspberry Pi OS.

## Storia
Le prime concezioni del Raspberry Pi, nel 2006, si basavano sul microcontrollore Atmel ATmega644. Gli schemi e il layout del circuito stampato di questo prototipo sono disponibili per il download libero e per l'assemblaggio a cura degli utenti. Eben Upton della Broadcom costituì un gruppo di insegnanti, accademici e appassionati di computer per concepire un oggetto capace di incoraggiare i bambini, fornendo loro know-how e ispirazione. La versione finale venne poi presentata al pubblico a fine 2011, ed all'inizio del 2012 ne iniziò la vendita.
UnitàData010.000.00020.000.00030.000.00040.000.00050.000.00060.000.00029/2/201225/11/20169/10/2023UnitàUnità di spedizione cumulative di Raspberry Pi

## Caratteristiche

### Hardware

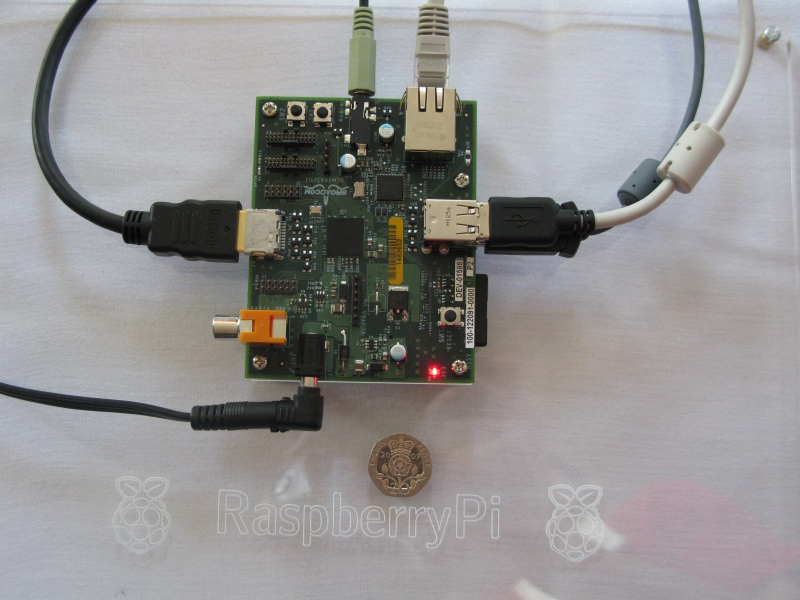
Un esemplare (versione alpha) al RISC OS London Show (autunno 2011)

Il progetto si basa su un system-on-a-chip di fabbricazione Broadcom (BCM2835, oppure BCM2836 per il Raspberry Pi 2, o BCM2837 per Raspberry Pi 3), che incorpora un processore ARM, una GPU VideoCore IV, e 256 o 512 Megabyte  o 1 Gigabyte di memoria. Il progetto non prevede né hard disk né unità a stato solido, affidandosi invece a una scheda SD per il boot e per la memoria non volatile.
Per ogni revisione ne sono state prodotte diverse versioni:
- Modello A
- Modello A+
- Modello B
- Modello B+
- Modello Zero
- Modello Zero W
- Modello Zero WH
- Modello Zero 2 W

Model A e Model B sono entrambi riferimenti culturali ai computer britannici BBC Micro, modelli originali sviluppati dalla Acorn Computers, a cui si deve anche lo sviluppo originario dei processori ARM (l'architettura del Raspberry Pi) e del sistema operativo RISC OS, che gira su queste piattaforme hardware.
Sebbene i Modelli A e A+ non abbiano una porta Ethernet con interfaccia RJ45, possono comunque accedere a una rete attraverso la porta USB attraverso adattatori Ethernet o Wi-Fi con alimentazione autonoma. In maniera analoga ai moderni computer, Raspberry Pi è compatibile con tastiere e mouse generici collegati alla porta USB.
Il Model B è equipaggiato con due porte USB e un controller Ethernet 10/100 e costa 35 USD. A partire dal 15 ottobre 2012 il Model B monta 512 Megabyte di RAM. In seguito è stato messo in vendita un update concettuale del Model B chiamato Model B+, dotato di 512 Megabyte di RAM, 4 porte USB, e un sistema di alimentazione ripensato da zero. Anche il Model B+ costa 35 dollari. Tuttavia non è dotato di un real-time clock, così il sistema operativo deve usare un network time server o chiedere l'ora all'utente al bootstrap per avere accesso a data e ora per la marca temporale. Tuttavia è facile aggiungerne modello (come il DS1307) con batteria tampone, attraverso l'interfaccia I²C.

### Software
La Raspberry Pi Foundation diffonde ufficialmente sistemi operativi basati su GNU/Linux, fra cui NOOBS e Raspbian, ambedue basate su Debian GNU/Linux. NOOBS contiene un installer semplificato mentre Raspbian propone un procedimento di installazione testuale come Debian. Esistono distribuzioni per l'utilizzo del Raspberry Pi come Media Center basate su Kodi: OpenELEC, XBian e OSMC.
Il software di monitoraggio di rete Fing è stato portato su piattaforma Raspberry Pi rendendo possibile installare sentinelle di monitoraggio a basso costo in reti remote.
Il software open source Aseba per la programmazione semplice ed efficiente di robot è disponibile su Raspberry PI. Utilizzando il Raspberry PI in unione con Aseba e il robot Thymio II è possibile creare a costi veramente contenuti un vero e proprio laboratorio didattico di robotica. Il robot Thymio II è stato sviluppato nell'ambito del programma NCCR Robotics dalla collaborazione tra l'Ecole Polytechnique Fédérale de Lausanne (EPFL) e l'Ecole Cantonale d'Art de Lausanne.
Mojang e 4J Studios hanno già sviluppato una versione di Minecraft (0.1.1) per questa piattaforma.

### Specifiche tecniche
|                              | Raspberry Pi 1 Model A+ | Raspberry Pi 1 Model A | Raspberry Pi 1 Model B | Raspberry Pi 1 Model B+ | Raspberry Pi 2 Model B | Raspberry Pi 3 Model B | Raspberry Pi 3 Model B+ | Raspberry Pi 3 Model A+ | Raspberry Pi 4 Model B | Raspberry Pi Zero | Raspberry Pi Zero W (wireless) | Raspberry Pi Zero WH (wireless + porta GPIO pre-saldata) | Raspberry Pi Zero 2 W                           |
| ---------------------------- | --- | --- | --- | --- | --- | --- | --- | --- | --- | --- | --- | --- | ----------------------------------------------- |
| Data di rilascio             | Novembre 2014 | Febbraio 2013 | Aprile-Giugno 2012 | Luglio 2014 | Febbraio 2015 | Febbraio 2016 | Marzo 2018 | Novembre 2018 | Giugno 2019 / Maggio 2020* | Novembre 2015 | 28 Febbraio 2017 | Gennaio 2018 | Ottobre 2021                                    |
| Prezzo di offerta            | USD 25 (GBP 16) | USD 25 (GBP 16) | USD 35 (GBP 22) | USD 35 (GBP 22) | USD 35 (GBP 22) | USD 35 (GBP 25) | USD 35 | USD 25 | 38€/48€/58€/75$ | USD 5 | USD 11 | USD 15 | USD 15                                          |
| SoC                          | Broadcom BCM2835 | Broadcom BCM2835 | Broadcom BCM2835 | Broadcom BCM2835 | Broadcom BCM2836 | Broadcom BCM2837 | Broadcom BCM2837B0 | Broadcom BCM2837B0 | Broadcom BCM2711 | Broadcom BCM2835 | Broadcom BCM2835 | Broadcom BCM2835 | Broadcom BCM2710A1                              |
| CPU                          | 700 MHz single-core ARM1176JZF-S | 700 MHz single-core ARM1176JZF-S | 700 MHz single-core ARM1176JZF-S | 700 MHz single-core ARM1176JZF-S | 900 MHz 32-bit quad-core ARM Cortex-A7 | 1.2 GHz 64-bit quad-core ARM Cortex-A53 | 1.4 GHz 64-bit quad-core ARM Cortex-A53 (ARMv8) | 1.4 GHz 64-bit quad-core ARM Cortex-A53 (ARMv8) | 4× Cortex-A72 1.5 GHz | 1 GHz 32-bit single-core ARM1176JZF-S | 1 GHz 32-bit single-core ARM1176JZF-S | 1 GHz 32-bit single-core ARM1176JZF-S | 1.0 GHz 64-bit quad-core ARM Cortex-A53         |
| GPU                          | Broadcom VideoCore IV, OpenGL ES 2.0, 1080p30 H.264 high-profile decoder ed encoder 250 MHz per BCM2835 e BCM2836. 400 MHz dual core per BCM2837 (1080p60) | Broadcom VideoCore IV, OpenGL ES 2.0, 1080p30 H.264 high-profile decoder ed encoder 250 MHz per BCM2835 e BCM2836. 400 MHz dual core per BCM2837 (1080p60) | Broadcom VideoCore IV, OpenGL ES 2.0, 1080p30 H.264 high-profile decoder ed encoder 250 MHz per BCM2835 e BCM2836. 400 MHz dual core per BCM2837 (1080p60) | Broadcom VideoCore IV, OpenGL ES 2.0, 1080p30 H.264 high-profile decoder ed encoder 250 MHz per BCM2835 e BCM2836. 400 MHz dual core per BCM2837 (1080p60) | Broadcom VideoCore IV, OpenGL ES 2.0, 1080p30 H.264 high-profile decoder ed encoder 250 MHz per BCM2835 e BCM2836. 400 MHz dual core per BCM2837 (1080p60)  | Broadcom VideoCore IV, OpenGL ES 2.0, 1080p30 H.264 high-profile decoder ed encoder 250 MHz per BCM2835 e BCM2836. 400 MHz dual core per BCM2837 (1080p60)  | Broadcom VideoCore IV, OpenGL ES 2.0, 1080p30 H.264 high-profile decoder ed encoder 250 MHz per BCM2835 e BCM2836. 400 MHz dual core per BCM2837 (1080p60)  | Broadcom VideoCore IV | Broadcom VideoCore VI @ 500 MHz | | | | Broadcom VideoCore IV                           |
| Memoria (SDRAM)              | 256 MB (condivisa con la GPU) | 256 MB (condivisa con la GPU) | 256 o 512 MB (condivisa con la GPU) | 256 o 512 MB (condivisa con la GPU) | 1 GB (condivisa con la GPU) LPDDR2 (450 MHz) | 1 GB (condivisa con la GPU) LPDDR2 (900 MHz) | 1 GB (condivisa con la GPU) LPDDR2 | 512 MB (condivisa con la GPU) LPDDR2 | 1, 2, 4 o 8 GB (condivisa con la GPU) LPDDR4-3200 | 512 MB (condivisa con la GPU) | 512 MB (condivisa con la GPU) | 512 MB (condivisa con la GPU) | 512 MB (condivisa con la GPU) LPDDR2            |
| Porte USB 2.0                | 1 (attacco diretto sul chip) | 1 (attacco diretto sul chip) | 2 (attraverso un hub USB integrato) | 4 (attraverso un hub USB integrato) | 4 (attraverso un hub USB integrato) | 4 (attraverso un hub USB integrato) | 4 (attraverso hub USB integrato) | 1 | 2 | 1 Micro-USB (direttamente dal chip BCM2835) | 1 Micro-USB (direttamente dal chip BCM2835) | 1 Micro-USB (direttamente dal chip BCM2835) | 1 Micro-USB                                     |
| Porte USB 3.0                | 0 | 0 | 0 | 0 | 0 | 0 | 0 | 0 | 2 | 0 | 0 | 0 | 0                                               |
| Input video                  | Connettore 15-pin MIPI Camera Interface (CSI), utilizzabile con fotocamere Raspberry Pi o Raspberry Pi NoIR                                                | Connettore 15-pin MIPI Camera Interface (CSI), utilizzabile con fotocamere Raspberry Pi o Raspberry Pi NoIR                                                | Connettore 15-pin MIPI Camera Interface (CSI), utilizzabile con fotocamere Raspberry Pi o Raspberry Pi NoIR                                                | Connettore 15-pin MIPI Camera Interface (CSI), utilizzabile con fotocamere Raspberry Pi o Raspberry Pi NoIR                                                | Connettore 15-pin MIPI Camera Interface (CSI), utilizzabile con fotocamere Raspberry Pi o Raspberry Pi NoIR                                                 | Connettore 15-pin MIPI Camera Interface (CSI), utilizzabile con fotocamere Raspberry Pi o Raspberry Pi NoIR                                                 | Connettore 15-pin MIPI Camera Interface (CSI), utilizzabile con fotocamere Raspberry Pi o Raspberry Pi NoIR                                                 | Connettore 15-pin MIPI Camera Interface (CSI), utilizzabile con fotocamere Raspberry Pi o Raspberry Pi NoIR                                                 | Connettore 15-pin MIPI Camera Interface (CSI), utilizzabile con fotocamere Raspberry Pi o Raspberry Pi NoIR                                                 | MIPI camera interface | MIPI camera interface | MIPI camera interface | MIPI camera interface                           |
| Output video                 | Un connettore RCA per il video composito ed una porta HDMI                                                                                                 | Un connettore RCA per il video composito ed una porta HDMI                                                                                                 | Un connettore RCA per il video composito ed una porta HDMI                                                                                                 | Un connettore RCA per il video composito ed una porta HDMI                                                                                                 | Un connettore RCA per il video composito ed una porta HDMI                                                                                                  | Un connettore RCA per il video composito ed una porta HDMI                                                                                                  | Un connettore RCA per il video composito ed una porta HDMI                                                                                                  | Un connettore RCA per il video composito ed una porta HDMI                                                                                                  | 2x micro-HDMI, Connettore RCA | Mini-HDMI 1080p60, video composito via GPIO | Mini-HDMI 1080p60, video composito via GPIO | Mini-HDMI 1080p60, video composito via GPIO | Mini-HDMI                                       |
| Input audio                  | Attraverso l'interfaccia bus seriale I²S (dalla revisione 2)                                                                                               | Attraverso l'interfaccia bus seriale I²S (dalla revisione 2)                                                                                               | Attraverso l'interfaccia bus seriale I²S (dalla revisione 2)                                                                                               | Attraverso l'interfaccia bus seriale I²S (dalla revisione 2)                                                                                               | Attraverso l'interfaccia bus seriale I²S (dalla revisione 2)                                                                                                | Attraverso l'interfaccia bus seriale I²S (dalla revisione 2)                                                                                                | Attraverso l'interfaccia bus seriale I²S (dalla revisione 2)                                                                                                | Attraverso l'interfaccia bus seriale I²S (dalla revisione 2)                                                                                                | Attraverso l'interfaccia bus seriale I²S (dalla revisione 2)                                                                                                | Attraverso l'interfaccia bus seriale I²S (dalla revisione 2)                                                                                                | Attraverso l'interfaccia bus seriale I²S (dalla revisione 2)                                                                                                | Attraverso l'interfaccia bus seriale I²S (dalla revisione 2)                                                                                                |                                                 |
| Output audio                 | Jack da 3,5 mm, HDMI, attraverso l'interfaccia bus seriale I²S (dalla revisione 2)                                                                         | Jack da 3,5 mm, HDMI, attraverso l'interfaccia bus seriale I²S (dalla revisione 2)                                                                         | Jack da 3,5 mm, HDMI, attraverso l'interfaccia bus seriale I²S (dalla revisione 2)                                                                         | Jack da 3,5 mm, HDMI, attraverso l'interfaccia bus seriale I²S (dalla revisione 2)                                                                         | Jack da 3,5 mm, HDMI, attraverso l'interfaccia bus seriale I²S (dalla revisione 2)                                                                          | Jack da 3,5 mm, HDMI, attraverso l'interfaccia bus seriale I²S (dalla revisione 2)                                                                          | Jack da 3,5 mm, HDMI, attraverso l'interfaccia bus seriale I²S (dalla revisione 2)                                                                          | Jack da 3,5 mm, HDMI, attraverso l'interfaccia bus seriale I²S (dalla revisione 2)                                                                          | Jack da 3,5 mm, HDMI, attraverso l'interfaccia bus seriale I²S (dalla revisione 2)                                                                          | Mini-HDMI, audio stereo tramite GPIO | Mini-HDMI, audio stereo tramite GPIO | Mini-HDMI, audio stereo tramite GPIO |                                                 |
| Memoria                      | microSD | SD / MMC / SDIO card slot | SD / MMC / SDIO card slot | microSD | microSD | microSD | microSD | microSD | microSD | microSD | microSD | microSD | microSD                                         |
| Collegamenti di rete         | Nessuno | Nessuno | Ethernet 10/100 Mbit/s (RJ-45) | Ethernet 10/100 Mbit/s (RJ-45) | Ethernet 10/100 Mbit/s (RJ-45) | Ethernet 10/100 Mb/s, Wireless LAN 802.11n, Bluetooth 4.1                                                                                                   | Ethernet Gigabit (limitato comunque a 300 Mbps teorici), Wireless LAN 802.11.b/g/n/ac, Bluetooth 4.2                                                        | Wireless LAN 802.11.b/g/n/ac, Bluetooth 4.2 | Ethernet 10/100/1000 Mbit/s, Wireless Lan 802.11b/g/n/ac dual band, Bluetooth 5.0                                                                           | Nessuno | Wireless LAN 802.11n, Bluetooth 4.1 | Wireless LAN 802.11n, Bluetooth 4.1 | Wireless LAN 2.4GHz 802.11 b/g/n, Bluetooth 4.2 |
| Connettori di I/O            | 40xGPIO, HAT | 2x13 pin per GPIO, SPI, I²C, UART, +3,3 Volt, +5 Volt | 2x13 pin per GPIO, SPI, I²C, UART, +3,3 Volt, +5 Volt | 40xGPIO | 40xGPIO | 40xGPIO | 40xGPIO e 4x adattatore PoE | 40xGPIO | 40x GPIO | 40xGPIO "unpopulated header" | 40xGPIO "unpopulated header" | 40xGPIO | 40xGPIO                                         |
| Orologio (RTC)               | Nessun orologio RTC a bordo | Nessun orologio RTC a bordo | Nessun orologio RTC a bordo | Nessun orologio RTC a bordo | Nessun orologio RTC a bordo | Nessun orologio RTC a bordo | Nessun orologio RTC a bordo | Nessun orologio RTC a bordo | Nessun orologio RTC a bordo | Nessun orologio RTC a bordo | Nessun orologio RTC a bordo | Nessun orologio RTC a bordo |                                                 |
| Corrente (potenza) assorbita | 200 mA (1 W) | 300 mA (1.5 W) | 700 mA (3,5 W) | 600 mA (3,0 W) | 800 mA (4,0 W) | 800 mA (4,0 W) | | | 600 mA (3W) | ~160mA (0,8 W) | | |                                                 |
| Alimentazione                | 5 V via MicroUSB o GPIO | 5 V via MicroUSB o GPIO | 5 V via MicroUSB o GPIO | 5 V via MicroUSB o GPIO | 5 V via MicroUSB o GPIO | 5 V via MicroUSB o GPIO | 5V via MicroUSB, oppure via GPIO, oppure via PoE (con apposito HAT)                                                                                         | 5V via MicroUSB, oppure via GPIO | 5V via USB-C o via GPIO | | | |                                                 |
| Dimensioni                   | 65 mm x 54 mm | PCB: [(85,60 mm × 53,98 mm) (3,370079 inch × 2,1251969 inch)] Tot: [(85,60 mm x 56 mm) (3,370079 inch × 2,20472 inch)]                                     | PCB: [(85,60 mm × 53,98 mm) (3,370079 inch × 2,1251969 inch)] Tot: [(85,60 mm x 56 mm) (3,370079 inch × 2,20472 inch)]                                     | PCB: [(85,60 mm × 53,98 mm) (3,370079 inch × 2,1251969 inch)] Tot: [(85,60 mm x 56 mm) (3,370079 inch × 2,20472 inch)]                                     | PCB: [(85,60 mm × 53,98 mm) (3,370079 inch × 2,1251969 inch)] Tot: [(85,60 mm x 56 mm) (3,370079 inch × 2,20472 inch)]                                      | PCB: [(85,60 mm × 53,98 mm) (3,370079 inch × 2,1251969 inch)] Tot: [(85,60 mm x 56 mm) (3,370079 inch × 2,20472 inch)]                                      | PCB: [(85,60 mm × 53,98 mm) (3,370079 inch × 2,1251969 inch)] Tot: [(85,60 mm x 56 mm) (3,370079 inch × 2,20472 inch)]                                      | 65 mm x 54 mm | 85 mm x 56 mm | 65 mm × 30 mm × 5 mm (2.56 inch × 1.18 inch × 0.20 inch) | 65 mm × 30 mm × 5 mm (2.56 inch × 1.18 inch × 0.20 inch) | 65 mm × 30 mm × 5 mm (2.56 inch × 1.18 inch × 0.20 inch) |                                                 |
| Sistemi operativi supportati | Debian GNU/Linux, Fedora, Arch Linux, Gentoo, FreeBSD e RISC OS (shared source)                                                                            | Debian GNU/Linux, Fedora, Arch Linux, Gentoo, FreeBSD e RISC OS (shared source)                                                                            | Debian GNU/Linux, Fedora, Arch Linux, Gentoo, FreeBSD e RISC OS (shared source)                                                                            | Debian GNU/Linux, Fedora, Arch Linux, Gentoo, FreeBSD e RISC OS (shared source)                                                                            | Debian GNU/Linux, Fedora, Arch Linux, Gentoo, FreeBSD e RISC OS (shared source), Windows 10 IoT (dal Pi 2 Model B), Android Nougat (Pi 3 Model B), RetroPie | Debian GNU/Linux, Fedora, Arch Linux, Gentoo, FreeBSD e RISC OS (shared source), Windows 10 IoT (dal Pi 2 Model B), Android Nougat (Pi 3 Model B), RetroPie | Debian GNU/Linux, Fedora, Arch Linux, Gentoo, FreeBSD e RISC OS (shared source), Windows 10 IoT (dal Pi 2 Model B), Android Nougat (Pi 3 Model B), RetroPie | Debian GNU/Linux, Fedora, Arch Linux, Gentoo, FreeBSD e RISC OS (shared source), Windows 10 IoT (dal Pi 2 Model B), Android Nougat (Pi 3 Model B), RetroPie | Debian GNU/Linux, Fedora, Arch Linux, Gentoo, FreeBSD e RISC OS (shared source), Windows 10 IoT (dal Pi 2 Model B), Android Nougat (Pi 3 Model B), RetroPie | Debian GNU/Linux, Fedora, Arch Linux, Gentoo, FreeBSD e RISC OS (shared source), Windows 10 IoT (dal Pi 2 Model B), Android Nougat (Pi 3 Model B), RetroPie | Debian GNU/Linux, Fedora, Arch Linux, Gentoo, FreeBSD e RISC OS (shared source), Windows 10 IoT (dal Pi 2 Model B), Android Nougat (Pi 3 Model B), RetroPie | Debian GNU/Linux, Fedora, Arch Linux, Gentoo, FreeBSD e RISC OS (shared source), Windows 10 IoT (dal Pi 2 Model B), Android Nougat (Pi 3 Model B), RetroPie |                                                 |

## Modelli prodotti

### Raspberry Pi/Pi revisione 2
La prima versione del prototipo basata su ARM era montata su una scheda grande circa come una chiave USB, con una porta USB su un lato e una porta HDMI sull'altro.
Nel mese di agosto 2011 furono realizzate cinquanta versioni alpha della scheda. Queste schede erano funzionalmente identiche al progettato modello B. Le versioni di prova della scheda mostravano l'ambiente desktop LXDE su Debian, Quake 3 a 1080p, e il video Full HD H.264 su HDMI.
Nel mese di ottobre 2011 è stato scelto il logo tra un numero di proposte dei membri della comunità: dopo aver stilato una rosa contenente sei proposte, la scelta finale ha richiesto vari giorni. Il disegno scelto si basava su una buckyball. Nel corso dello stesso mese si stava lavorando a una versione di sviluppo di RISC OS, oggetto di una dimostrazione pubblica.
Nel mese di dicembre 2011 è stato assemblato e testato un centinaio di schede versioni beta del modello B Beta. Il layout della componentistica usato nella versione beta è lo stesso di quella destinata alla produzione, salvo un errore di sbrogliatura nel progetto del circuito stampato scoperto e risolto prima di avviare la produzione. Le schede Beta ebbero una dimostrazione pubblica con avvio da Linux: in quell'occasione veniva proposta la riproduzione di un trailer a 1080p e l'esecuzione di una demo del benchmark OpenGL ES Samurai prodotto dalla finlandese Rightware (ex Futuremark).
Le prime 10 schede furono messe all'asta su eBay nelle prime settimane del 2012. Una è stata comprata da un anonimo e donata al museo inglese The Centre for Computing History, ubicato nel Suffolk. Le dieci schede, il cui costo totale ammontava a £220, hanno raccolto complessivamente più di £16.000, con l'aggiudicazione dell'ultimo esemplare messo all'asta, etichettato con numero di serie #01, a una quotazione di £3.500.
Il primo lotto di 10.000 schede è stato prodotto a Taiwan e in Cina, anziché nel Regno Unito. A causa delle politiche dei dazi, dal momento che i diritti doganali sono dovuti sui singoli componenti ma non sui prodotti finiti, è poco conveniente l'importazione dei componenti dall'Oriente per il successivo assemblaggio in Occidente. Inoltre i fabbricanti cinesi avevano stimato in 4 settimane i tempi di attesa per l'esecuzione dell'ordine, in confronto alle 12 settimane richieste nel Regno Unito. I risparmi ottenuti dalla delocalizzazione possono essere reinvestiti nelle attività di ricerca e sviluppo della fondazione.
La vendita del modello B del Raspberry Pi è partita ufficialmente mercoledì 29 febbraio 2012 alle ore 06:00 GMT: la fondazione non ha condotto una vendita in proprio, ma si è appoggiata a due grandi distributori specializzati nel campo elettronico, Farnell e RS Components, in grado di garantire una distribuzione mondiale più capillare, grazie alle ramificazioni e alle filiali in vari paesi del globo.
A settembre 2012 venne annunciata una revisione del PCB. Novità principali della scheda sono la capacità di ricevere l'alimentazione tramite un Hub USB alimentato e la disponibilità del debug via JTAG; come novità minori si ha la correzione di un difetto di collegamento tramite HDMI (lasciando il Raspberry Pi non alimentato su una catena HDMI, potevano insorgere problemi nell'utilizzo delle funzionalità Consumer Electronics Control per gli altri dispositivi), il circuito di reset è stato rinnovato, sono stati aggiunti un connettore di espansione addizionale e i fori di montaggio e sono state apportate correzioni alla serigrafia. Inoltre sono presenti cambiamenti ai GPIO e ai canali I2C Il nome "Raspberry 2.0", comparso in alcuni siti, è sbagliato: le modifiche apportate comportano unicamente la correzione di alcuni dettagli progettuali, nulla che giustifichi l'incremento nel numero di versione da 1.0 a 2.0, come riportato anche nel sito del produttore. La scheda ha semplicemente subito una revisione al circuito che sistema problemi minori: è il circuito stampato che è alla seconda versione, non la scheda nel suo complesso che mantiene gli stessi identici componenti.

### Raspberry Pi 2
Disponibile da febbraio 2015, cpu quad core 900 MHz, aumenta le prestazioni di circa 4 volte per la CPU e migliora le caratteristiche dell'hardware, rendendolo più versatile.

### Raspberry Pi 3
Il 29 febbraio 2016 è stato lanciato Raspberry Pi 3 che presenta alcune novità: è il primo modello con CPU quad-core ARM Cortex A53 a 64 bit da 1.2 GHz e ben il doppio di cache L2 (512 KiB sul Pi 3 contro i 256 del Pi 2), a cui si affianca 1 GB di RAM LPDDR2 (900 MHz).
Il nuovo modello integra anche i moduli Bluetooth (4.1 e Low Energy) e Wi-Fi 2.4 GHz 802.11n.

### Raspberry Pi 3 B+
Il Raspberry Pi 3 Model B+ è stato immesso sul mercato nel marzo del 2018 e si distingue dagli altri perché è il primo a montare una CPU con top-cover in metallo. Le principali novità riguardano:
- cambio della connessione Ethernet, che passa dai 10/100 Mbit a Gigabit, anche se la velocità massima raggiungibile è comunque limitata a circa 300Mbit;
- aggiunta del Wi-Fi a 5 GHz e miglioramento delle prestazioni generali delle reti wireless;
- Possibilità di alimentare il Raspberry tramite PoE (con un'apposita HAT aggiuntiva);
- Frequenza di clock della CPU portata a 1.4 GHz e miglioramento delle prestazioni dal punto di vista termico;
- Bluetooth V4.2.

### Raspberry Pi 3 A+
Il Raspberry Pi 3 Model A+ è stato lanciato nel novembre del 2018 e rispetto al suo predecessore (Raspberry Pi 3 B+) ha la metà della RAM (512 MB), non ha la porta Ethernet ed ha una sola connessione USB 2. Queste limitazioni ne hanno fatto diminuire il prezzo a USD 25.

### Raspberry Pi 4 B
Il Raspberry Pi 4 Model B, nelle configurazioni 1GB, 2GB e 4GB di memoria rispettivamente, viene immesso sul mercato nel giugno 2019, mentre la versione da 8GB di memoria viene introdotta nel maggio 2020. Monta un Broadcom BCM2711 quad-core a 1.5 GHz e offre molteplici novità rispetto ai predecessori:
- RAM LPDDR4 (con versioni da 1, 2, 4 e 8[48] gigabytes di RAM);
- due porte micro HDMI con supporto al 4K;
- modulo WiFi dual band 802.11ac;
- Bluetooth V5.0;
- due porte USB 3 + due porte USB 2;
- alimentazione mediante il nuovo connettore USB-C.

* Il modello con 8GB di memoria viene commercializzato nel maggio del 2020.

### Raspberry Pi Zero (v1.3)
Il primo SBC ad essere commercializzato a 5 dollari. Non ha collegamenti di rete (possono comunque essere usati adattatori/schede di rete USB).

### Raspberry Pi Zero W
Immesso sul mercato il 28 febbraio 2017, il "Raspberry Pi Zero W" è dotato di 512 megabyte di RAM, di un modulo WiFi 802.11n e Bluetooth 4.1,

### Raspberry Pi Zero WH
Nel Gennaio 2018 al "Raspberry Pi Zero W" viene pre-saldata la porta GPIO.

### Raspberry Pi 400
Immesso sul mercato nel Novembre 2020, consiste in un Raspberry Pi 4 con 4GB di RAM integrato in una tastiera. Venduto a 70$ per il singolo dispositivo o a 109$ per il kit completo di alimentatore, mouse, scheda micro SD (con OS precaricato), cavo HDMI e manuale. Il layout della tastiera è disponibile nelle seguenti lingue: Inglese (US e UK), Italiano, Spagnolo, Tedesco e Francese.

### Raspberry Pi Zero 2 W/WH
Immesso sul mercato nel 2022, utilizza lo stesso processore del Pi 3, 512mb di RAM, porta mini HDMI, porta micro USB e connettore per fotocamera. Ha WiFi e Bluetooth integrati. Ha avuto un prezzo di mercato di 15$.

### Raspberry Pi 5
Il Raspberry Pi 5 è stato rilasciato il 28 settembre 2023. I miglioramenti nell'hardware e nel software hanno reso il Pi 5 il doppio più potente del Pi 4.

## Formati supportati
Dato che il progetto ha come obiettivo generale il minor costo possibile, la decodifica in hardware di alcuni formati multimediali non è supportata di default, per evitare il prezzo delle relative licenze agli utenti che non ne hanno necessità.
Il Raspberry Pi fino al Raspberry Pi 3B+ (compreso) hanno una GPU Videocore IV che può riprodurre tramite decodifica hardware il formato H.264 (massimo 1080p a 30fps), mentre per riprodurre i formati MPEG-2 e VC-1 è necessario abilitare la decodifica hardware, acquistando la relativa licenza..
Mentre i Raspberry successivi al 4 (compreso) hanno una GPU Videocore VI che consente una riproduzione, tramite decodifica hardware del formato H.265 HVEC (massimo 4k a 30 fps). L'accelerazione hardware al momento non è ancora sfruttabile, e lo sarà con nuove versioni del kernel successive alla 5.2.
Raspberry Pi mod. B revisione 1 è stata valutata dal magazine PCMag  4 su 5 stelle, mentre il modello B revisione 2 è stato valutato dal sito Board-DB.org Archiviato il 16 dicembre 2014 in Internet Archive.  4.1 su 5 stelle.

## Progetti con il Raspberry Pi
Grazie alle sue dimensioni e alla sua versatilità, i vari modelli di Raspberry Pi sono adatti a essere utilizzati per dare vita ai più svariati progetti, che spaziano dall'intrattenimento a utili funzioni per la casa fino ai giochi. Ad esempio, un utente ha creato un giardiniere automatizzato per curare più agevolmente le piante del suo appartamento; un altro ha realizzato un altoparlante e ancora qualcun altro ha pensato bene di riprodurre il famoso Game Boy, chiamando il suo progetto "Game Boy Zero". Tutti modi originali per sfruttare al meglio le possibilità offerte da un Raspberry Pi Zero.